# Ramalina peruviana
Ramalina peruviana é uma espécie de líquen fruticoso pertencente à família Ramalinaceae [en], com distribuição pantropical. Foi descrita formalmente pelo liquenólogo sueco Erik Acharius em 1810, que destacou seu talo plano, comprimido e ramificado, com ramos estreitos e ondulados. Geralmente, ocorre na casca de árvores (cortícola), mas ocasionalmente cresce em rochas (saxícola). Ramalina peruviana tem uma ampla distribuição, sendo encontrada em regiões subtropicais e temperadas quentes em diversos continentes. Foi registrada em locais como ilhas do Pacífico, sul dos Estados Unidos, África Oriental, Ásia, Australásia e América do Sul. Sua presença foi documentada em habitats específicos, como manguezais na Austrália e em certas espécies de árvores em Taiwan e na China, onde prospera em altitudes mais elevadas.
O líquen apresenta um talo intricadamente ramificado e em tufos, com coloração variando de cinza-esverdeado a amarelo-esverdeado. Os ramos são arredondados ou irregularmente espessados, pontilhados com sorálios (partículas reprodutivas granulares). Ocasionalmente, a superfície do talo exibe poros minúsculos para troca gasosa, conhecidos como pseudocifelas. Apotécios são raramente produzidos por esta espécie. Ramalina peruviana contém diversos metabólitos secundários (produtos liquênicos), e alguns compostos químicos novos foram isolados e identificados a partir dessa espécie.

## Taxonomia
O líquen foi descrito cientificamente pela primeira vez em 1810 por Erik Acharius. Em seu diagnóstico, ele detalhou um líquen com talo achatado, comprimido, ramificado, de cor acinzentada, com ramos estreitos, ondulados, torcidos, bordas irregulares e extremidades rasgadas ou ligeiramente digitiformes. Ele observou ele crescendo no Peru ao lado de líquens como Borrera villosa e Borrera ephebea. Acharius continuou a descrever o líquen:
O talo é pequeno, tufado a partir de ramos entrelaçados, mal ultrapassando meia polegada de altura. Os ramos e ramúsculos são muito estreitos, irregulares, variando em largura e padrão de ramificação, às vezes mais estreitos na base, mais largos em outros pontos, e mais expandidos ao ramificar novamente, resultando em uma aparência não linear, variadamente dissecada e particionada, especialmente nas extremidades digitiformes, onde são mais finos e sempre achatados, semelhantes acima e abaixo, às vezes ligeiramente pulverulentos nas pontas.
A história taxonômica de Ramalina peruviana evoluiu significativamente nos dois séculos desde sua descrição original por Acharius. Inicialmente identificado com um conjunto limitado de características, a microscopia moderna, análises químicas por cromatografia em camada delgada e filogenética molecular expandiram seu quadro de classificação. Richard Spjut e colaboradores (2020) sugeriram que a espécie é distinta de registros semelhantes no sul da Europa e na Macaronésia, indicando que esses pertencem a Ramalina crispans. A origem precisa do holótipo, inicialmente vaga, foi delimitada à costa do Pacífico do Peru, próximo a Lima, com base em espécies associadas e contexto histórico fornecido por botânicos como Mariano Lagasca. Como o holótipo original era antigo demais para sequenciamento de DNA, Harrie Sipman e Ángel Ordaya obtiveram material fresco do "locus classicus" na Reserva Nacional de Lachay [en] (Província de Huaura, Peru). Ao sequenciar o espaçador interno transcrito desses espécimes, demonstraram um clado bem suportado com R. crispans e R. hyrcana, confirmando-os como sinônimos de R. peruviana. Nesta análise, R. polymorpha apareceu como táxon irmão.

## Descrição
Ramalina peruviana possui um talo com coloração que varia de cinza-esverdeado a amarelo-esverdeado, formando tufos eretos a ligeiramente pendentes, que podem se estender de 2 a 6 cm de comprimento, e até cerca de 3 cm de altura. A ramificação desse líquen é intrincada, variando de divisões quase simétricas (subdicotômicas) a formações mais irregulares, com ramos medindo entre 0,15 e 1,3 mm de largura. Esses ramos podem ser achatados, quase arredondados ou arredondados em seção transversal, às vezes com leve torção, terminando em pontas agudas. O tecido condróide (o núcleo central semelhante a cartilagem dos ramos) de Ramalina peruviana não apresenta rachaduras. O córtex tem uma espessura de 15–20 μm.
A textura da superfície de Ramalina peruviana pode ser opaca ou brilhante, variando de lisa a enrugada (rugosa), com pseudocifelas — áreas porosas pequenas que permitem troca gasosa — ocasionalmente presentes. A base do líquen, ou ponto de fixação, pode ser bem definida ou espalhada, especialmente em colônias mais densas. Uma das características distintivas dessa espécie é a presença de sorálios, pequenas estruturas que produzem partículas reprodutivas pulverulentas. Esses sorálios são puntiformes e podem ser encontrados ao longo das bordas ou nas extremidades dos ramos, frequentemente dando origem a fibrilas minúsculas. Os sorédios granulares medem 35–50 μm de diâmetro.
Estruturas reprodutivas conhecidas como apotécios são raramente observadas em Ramalina peruviana; quando presentes, localizam-se nas margens ou laterais do talo. Quando ocorrem, os apotécios têm discos de 0,4 a 2,7 mm de diâmetro, que podem ser côncavos a planos e, por vezes, entalhados. Os esporos são delgados e fusiformes, geralmente medindo 14,5–17 por 3–6 μm, podendo ser retos ou ligeiramente curvados.
O fotobionte de Ramalina peruviana pertence ao gênero de algas verdes Trebouxia [en]. É ainda caracterizado como membro do "clado IV", um grupo de Trebouxia encontrado em espécies tropicais de Ramalina.

### Espécies semelhantes
Ramalina peruviana assemelha-se muito a R. dendriscoides em termos de estilo de ramificação e ramos subteretes. A principal característica distintiva de R. peruviana é seus sorálios predominantemente laterais, em oposição aos sorálios majoritariamente apicais de R. dendriscoides. Além disso, R. peruviana produz exclusivamente ácido sekikaico, enquanto R. dendriscoides é caracterizado pela presença de ácido salazínico em sua composição.
Ramalina hossei também é semelhante a R. peruviana, mas pode ser diferenciada por sua superfície de ramos mais lisa, pela presença de tecido condróide rachado e por seus esporos fusiformes curtos. Em contrapartida, em R. peruviana, o tecido condróide permanece intacto, sem rachaduras, e apresenta esporos fusiformes estreitos. Ramalina peruviana também é semelhante a R. sorediosa devido aos seus ramos finos e aparência geral similar. No entanto, R. peruviana pode ser distinguida por seus ramos irregularmente angulares a sutilmente achatados, nunca completamente arredondados. Uma característica identificadora chave de R. peruviana é seus raminhos isidiados finos, que frequentemente emergem dos sorálios e são tipicamente encontrados nas extremidades dos ramos do talo. Esses raminhos distintivos não estão presentes em R. sorediosa.

## Química
Os resultados de testes químicos padrão no Ramalina peruviana são todos negativos, tanto no córtex quanto na medula. Ácido usnico, ácido homosekikaico e ácido sekikaico são os três principais metabólitos secundários (produtos liquênicos) presentes em Ramalina peruviana. Essa combinação de substâncias compõe o chamado quimiossíndrome do ácido sekikaico: ácido sekikaico como composto principal, com ácidos 4'-O-demetilsekikaico e homosekikaico como metabólitos satélites. O micobionte (componente fúngico) de Ramalina peruviana foi relatado como produtor de ácido sekikaico quando cultivado em meio líquido, como faz no líquen intacto, mas não produz os compostos "satélites" associados. Quando cultivado em meio sólido, porém, ele produz o conjunto completo de seu quimiossíndrome. Inesperadamente, ele produziu atranorina quando em cultura líquida, um metabólito secundário que não era conhecido por produzir quando crescendo como líquen com seu fotobionte.

Ácido sekikaico é um metabólito principal em Ramalina peruviana.

Várias outras substâncias são conhecidas por ocorrer no líquen em quantidades menores ou traços: nonadecan-1-ol; ácido nonadecenoico; três compostos monofenólicos, ácido rizônico, divarinolmonometileter e ácido divaricatínico; e dois depsídeos, ácido decarboxi-2'-O-metildivaricático. Cinco compostos triterpênicos são conhecidos na espécie: β-amirona, acetato de isoarborinol, hopano-6α,22-diol, hopano-22-ol, hopano-6α,16β,22-triol, além de dois esteróis do tipo ergostano, peróxido de ergosterol e brassicasterol. Três novos compostos, denominados peruvinídeos A-C, foram relatados em 2020.

## Habitat e distribuição
A distribuição de Ramalina peruviana abrange locais subtropicais e temperados quentes. Embora seja tipicamente cortícola (habitante de cascas), também é conhecida por crescer ocasionalmente em rochas (saxícola), e foi registrada uma vez em um poste de cerca de madeira. Além de seu país de origem, o Peru, o líquen também foi registrado na África, Austrália, várias ilhas do Pacífico, Tristan da Cunha, e Santa Helena. Outros países sul-americanos que registraram a presença de Ramalina peruviana incluem Brasil, Chile, Equador, e Uruguai. Ocorre em várias ilhas de Cabo Verde. Sua distribuição na América do Norte se estende ao sul dos Estados Unidos, incluindo o centro do Texas, Geórgia e Flórida. Sua extensão na África Oriental inclui Quênia, Tanzânia e Uganda. Também é conhecido no Marrocos, onde foi documentado sob o nome Ramalina crispans.
Embora presente na Nova Zelândia, é relativamente incomum. Locais próximos no Pacífico, como Chatham, Manawatāwhi / Ilhas Três Reis, Ilhas Kermadec, e Ilhas Cook, também abrigam essa espécie. Na Austrália, cresce exclusivamente de forma cortícola, sendo mais comumente encontrada nas espécies de manguezal Ceriops tagal [en] e Rhizophora stylosa. As condições ambientais nessas comunidades de manguezais — incluindo altas temperaturas, alta intensidade de luz e baixa umidade — são consideradas ideais para o crescimento do líquen. Em Taiwan, é localmente abundante, particularmente nos troncos de Cocos nucifera no sul do país. Sua faixa altitudinal em habitats chineses abrange elevações entre 2.000 e 3.450 m, geralmente na casca de Camellia ou Rhododendron. Além disso, é encontrado no Japão e na Coreia do Sul. No Irã, onde foi descrito sob o nome Ramalina hyrcana, ocorre exclusivamente nas florestas Hyrcanianas [en] ao longo da costa do Mar Cáspio, onde cresce em troncos de árvores e é bastante tolerante à sombra.

## Interações com espécies
Vários fungos associados a líquens foram isolados de Ramalina peruviana e identificados como pertencentes aos gêneros Colletotrichum, Daldinia, Hypoxylon [en], Nemania, Nigrospora e Xylaria. Esses fungos residentes apresentam coletivamente uma atividade antioxidante maior que a do líquen hospedeiro, sugerindo que os fungos, por meio da produção de compostos antioxidantes, podem desempenhar um papel protetor na simbiose liquênica.
Lichenostigma maureri é um fungo liquenícola [en] que infecta Ramalina peruviana. Comum no Equador e conhecido em toda a América do Sul, formas sexuais e assexuais do fungo (esta última conhecida como Phaeosporobolus usneae) foram encontradas parasitando o líquen no Parque Nacional de Cajas.